# Ottokar Achtschin
Ottokar Achtschin (Graz, 1868 - 1932) foi um fotógrafo austríaco e editor de cartões-postais, com a marca O. Achtschin ou O. A., alguns deles impressos pela Purger & Co. .Atuou na Europa e no Brasil por volta da década de 1910, sendo um dos fundadores da extinta Sociedade Austríaca Donau em São Paulo.